# 唐臣 (嘉靖進士)
唐臣（1508年—？），字止敬，大興左衛官籍，直隸天長縣人，明朝政治人物。

## 生平
嘉靖十三年（1534年）甲午科順天府鄉試第九十七名舉人。嘉靖十七年（1538年）中式戊戌科進士。十八年十一月授江西道试監察御史，十九年十月实授，嘉靖二十六年（1547年）任直隸真定府知府。

## 家族
曾祖唐鈺；祖父唐傑；父唐祥，母張氏；前母魏氏。具慶下。